# Carie (Fortingall)

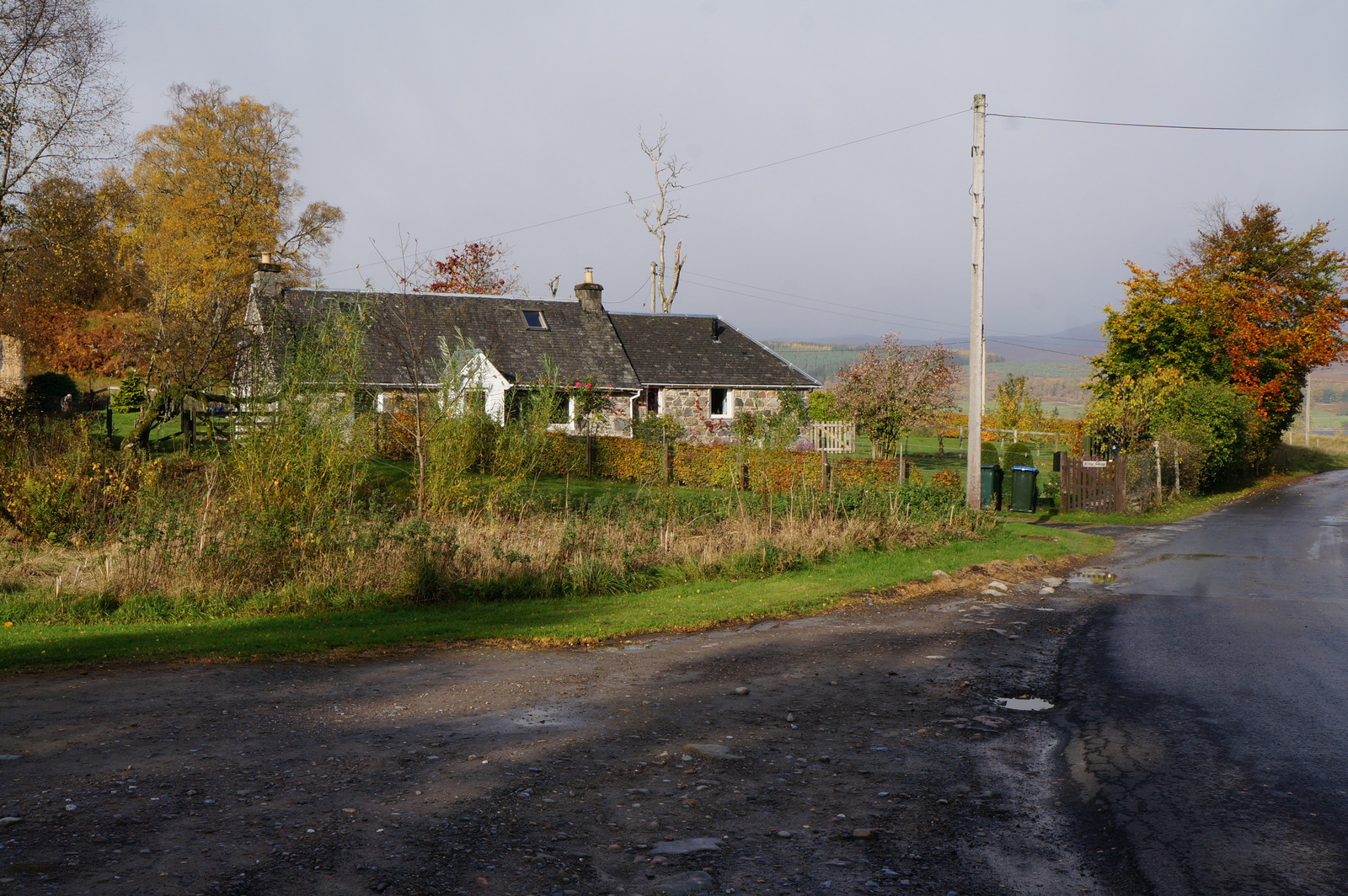
Haus in Carie

Carie ist eine kleine Ortschaft, die im Norden von Schottland zwischen Inverness im Norden und Perth im Südosten in der Region Perth and Kinross liegt. Im Rahmen der historischen Gliederung Schottlands in Civil Parishes zählt es zu Fortingall, das zu Perthshire gehörte.

## Geographie
Carie liegt am westlichen, linken Ufer des Carie Burns, unmittelbar vor dessen Mündung von Süden in den See Loch Rannoch.

## Historisches
Carie war Sitz einer Nebenlinie des Clans Robertson. Nach dem Jakobitenaufstand von 1745 wurden sie enteignet. Im 18. Jahrhundert wurde im Ort eine Sägemühle betrieben, in der Holzstämme aus dem Rannoch Moor verarbeitet wurden.